# Dendropsophus microcephalus
Dendropsophus microcephalus là một loài ếch thuộc họ Nhái bén.
Loài này có ở Belize, Brasil, Colombia, Costa Rica, Guyane thuộc Pháp, Guatemala, Guyana, Honduras, México, Nicaragua, Panama, Suriname, Trinidad và Tobago, Venezuela, có thể cả Bolivia, có thể cả El Salvador, và có thể cả Peru.
Môi trường sống tự nhiên của chúng là rừng ẩm vùng đất thấp nhiệt đới hoặc cận nhiệt đới, vùng núi ẩm nhiệt đới hoặc cận nhiệt đới, xavan ẩm, đồng cỏ nhiệt đới hoặc cận nhiệt đới vùng ngập nước hoặc lụt theo mùa, đầm nước ngọt, đầm nước ngọt có nước theo mùa, vùng đồng cỏ, các đồn điền, vườn nông thôn, rừng thoái hóa nghiêm trọng, ao, và kênh, mương.

## Hình ảnh

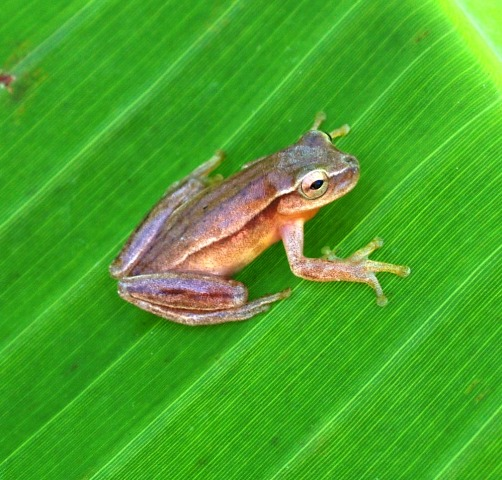
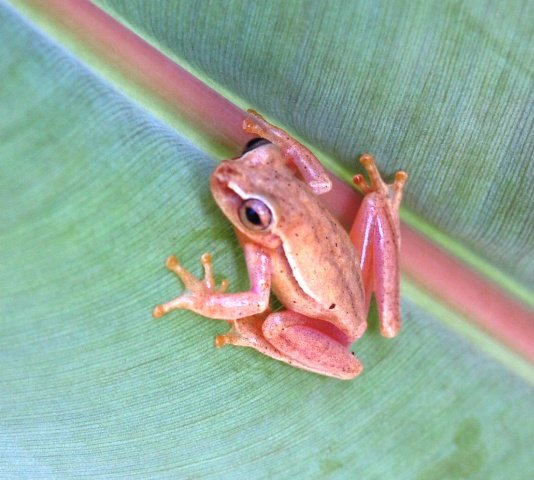
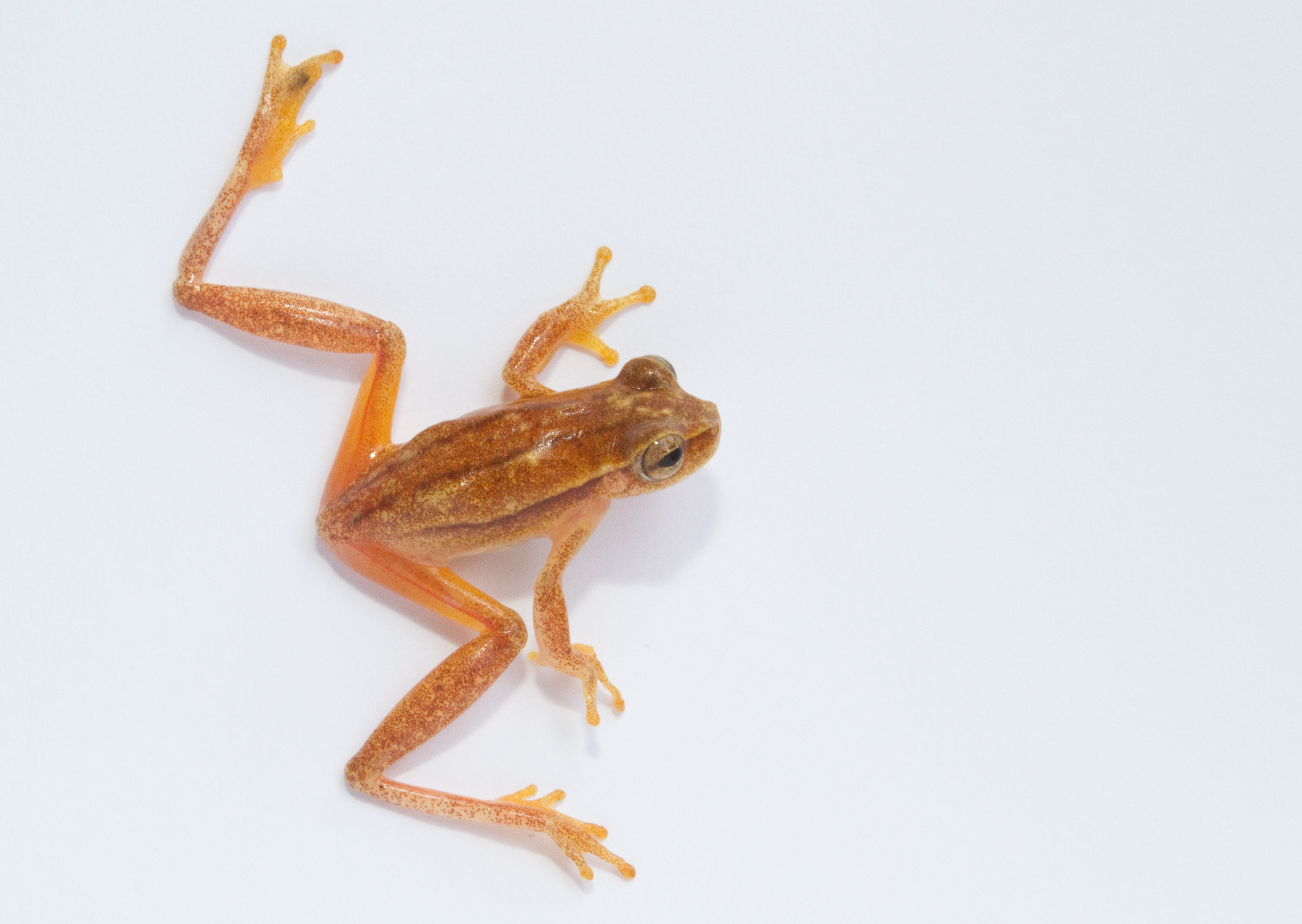
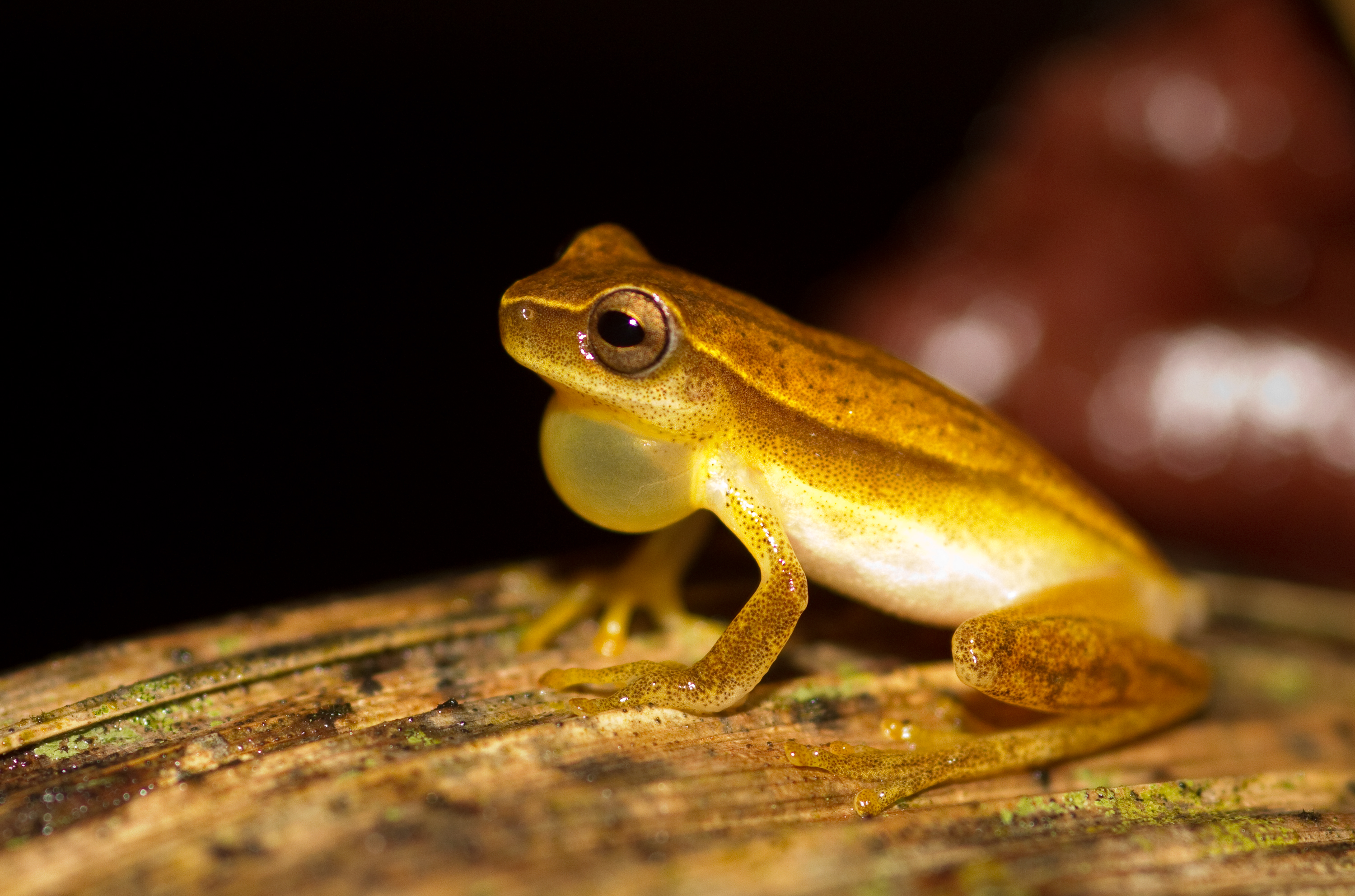